# Canon de 105 mm long modèle 1936 Schneider
Pour les articles homonymes, voir Canon de 105 mm.
Le canon de 105 mm long modèle 1936 Schneider (canon de 105 L 36S) est un canon français de la Seconde Guerre mondiale.

## Description
Deux versions sont produites, une avec roues en fer et dotées de pneumatiques pour la traction automobile et l'autre avec des roues en bois pour la traction hippomobile.

## Utilisation

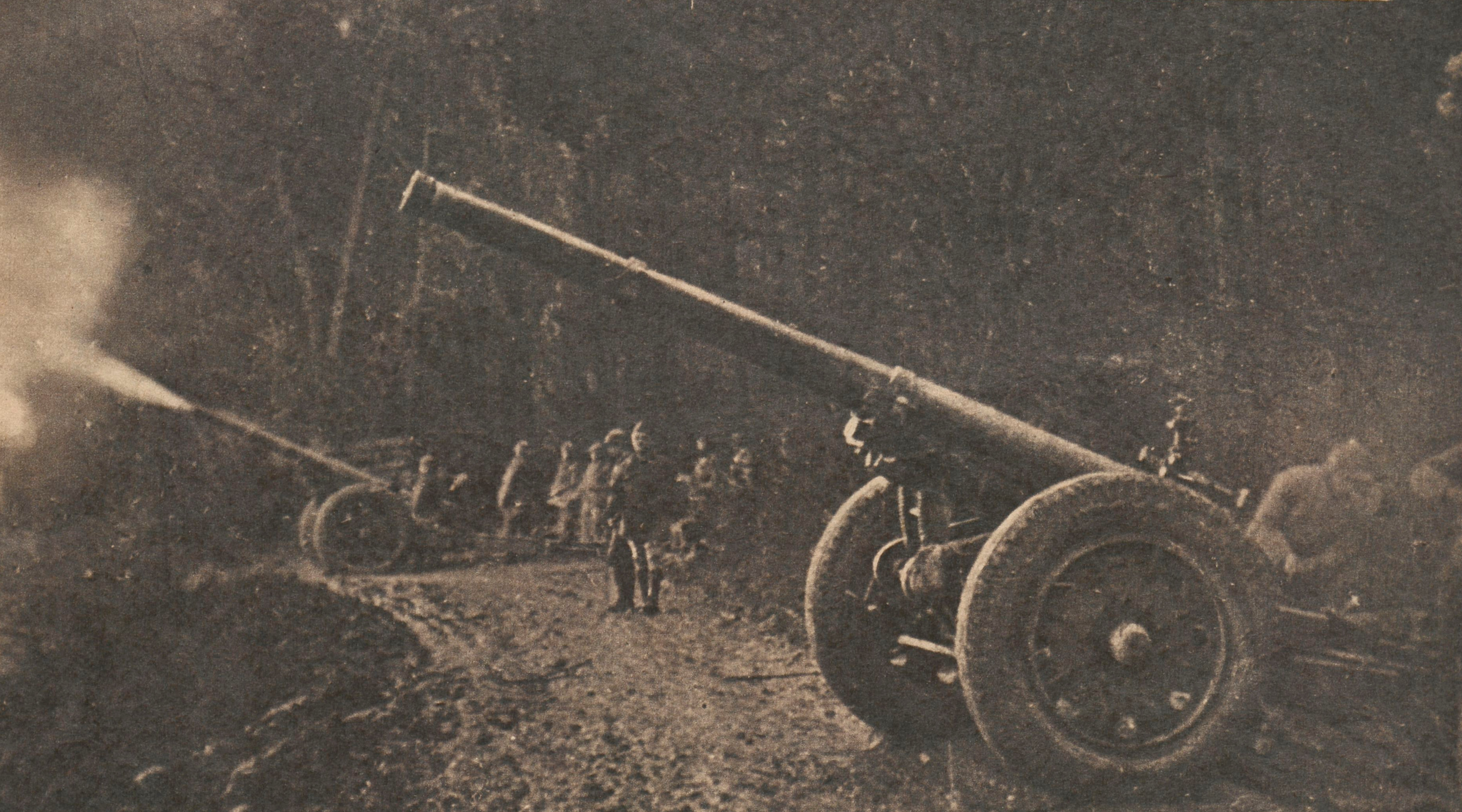
Canons de 105L 36 en action en décembre 1939.

159 étaient en service en 1939, dans les régiments d'artillerie organiques aux corps d'armée de l'Armée française. Sa portée est inférieure à celle des canons allemands de même calibre d'alors. Les canons capturés par les Allemands après la bataille de France sont réutilisés sous la désignation de 10.5cm schwere Kanone 332 (f), affectés à la défense côtière.
L'Armée roumaine en commande 180 exemplaires mais en reçoit seulement 132 avant le début de la Seconde Guerre mondiale. Les livraisons continuent à petite échelle, douze canons étant livrés avant la défaite de la France en juin 1940. La fabrication est ensuite reprise en France sous l'occupation allemande au profit de la Roumanie. C'était le canon avec la meilleure portée utilisée par la Roumanie pendant la guerre. Dans les années 1980, les canons toujours en service sont modernisés avec des roues modernes et utilisés pour l'entraînement jusqu'à épuisement de leurs munitions.
Après la libération de la France, la production est relancée pour rééquiper l'Armée français avec un production d'une douzaine de pièces par mois au printemps 1945 et environ une quarantaine livré au 8 mai 1945. Elle utilise ensuite les 105L 36 pendant la guerre d'Indochine et celle d'Algérie.